# Espace L1
En mathématiques, l'espace L1 est l'espace des fonctions à valeurs dans ℝ dont la valeur absolue (ou l'espace des fonctions à valeurs dans ℂ dont le module) est intégrable au sens de Lebesgue. Il est un cas particulier des espaces Lp et sa norme en découle. C'est donc un espace de Banach.
Si μ est la mesure de Haar d'un groupe localement compact unimodulaire, L1(μ) est même une algèbre de Banach pour le produit de convolution.
Pour tout ouvert Ω de ℝn :
- le sous-espace des fonctions C∞ à support compact est dense dans L1(Ω) ;
- le dual de L1(Ω) est L∞(Ω).